# Víktor Konopliov
Víktor Konopliov   (Moscou, 1 de juny de 1938), fins a 1959 conegut com a Viktor Polevoi, és un nedador rus, ja retirat, que va competir sota bandera soviètica durant les dècades de 1950 i 1960. Era especialista en estil lliure.
En el seu palmarès destaquen tres medalles al Campionat d'Europa de natació, una d'or i una de plata el 1958 i una de plata el 1962. Entre el 1958 i el 1962 va establir quatre rècords d'Europa en els 4x100 metres estils i 4x100 metres lliures. Va guanyar sis campionats nacionals, tres dels 100 metres lliures (1961-1963), dos dels 200 metres lliures (1961 i 1963) i un dels 4x100 metres estils (1960).
Es va graduar per la Universitat Estatal Russa d'Educació Física, Esport, Joventut i Turisme i un cop retirat va exercir d'entrenador nacional de natació i de professor associat a diverses universitats. És doctor en pedagogia i va rebre la Medalla dels Treballadors Veterans.